# Mlynky
Mlynky (Hongaars: Hollópatak) is een Slowaakse gemeente in de regio Košice, en maakt deel uit van het district Spišská Nová Ves.
Mlynky telt 567 inwoners.